# G. Gordon Liddy
George Gordon Battle Liddy (30 de novembro de 1930 - 30 de março de 2021) foi um advogado, agente do FBI, apresentador de talk show, ator e criminoso americano condenado no Caso Watergate como chefe operacional da unidade White House Plumbers durante o governo Nixon. Liddy foi condenado por conspiração, roubo e grampeamento telefônico ilegal por seu papel no escândalo.
Trabalhando ao lado de E. Howard Hunt, Liddy organizou e dirigiu o roubo da sede do Comitê Nacional Democrata no edifício Watergate em maio e junho de 1972. Depois que cinco dos agentes de Liddy foram presos dentro dos escritórios do DNC em 17 de junho de 1972, as investigações subsequentes do Caso Watergate levaram à renúncia de Nixon em 1974. Liddy foi condenado por roubo, conspiração e por se recusar a testemunhar ao comitê do Senado que investiga Watergate. Ele serviu quase 52 meses em prisões federais.
Mais tarde, ele se juntou a Timothy Leary para uma série de debates em vários campus universitários e trabalhou da mesma forma com Al Franken no final dos anos 1990. Liddy atuou como apresentador de talk show de rádio de 1992 até sua aposentadoria em 27 de julho de 2012. Seu programa de rádio Desde 2009 foi distribuído em 160 mercados pela Radio America e nas estações Sirius Satellite Radio e XM Satellite Radio nos Estados Unidos. Ele foi um palestrante convidado do Fox News Channel, além de aparecer em uma participação especial ou como uma celebridade convidada em vários programas de televisão.

## Biografia

### Juventude, família e educação
Liddy nasceu no Brooklyn em 30 de novembro de 1930. Seu pai, Sylvester James Liddy, era advogado; sua mãe era Maria (Abbaticchio). Sua família era descendente de irlandeses e italianos. Liddy recebeu o nome de George Gordon Battle, um notável advogado e líder de Tammany Hall. Ele foi criado em Hoboken e West Caldwell. Ele frequentou a St. Benedict's Preparatory School, a alma mater de seu pai, em Newark.

### Faculdade, serviço militar e faculdade de direito
Liddy foi educado na Fordham University, graduando-se em 1952. Enquanto estava em Fordham, ele foi membro da National Society of Pershing Rifles. Após a formatura, Liddy ingressou no Exército dos Estados Unidos, servindo por dois anos como oficial de artilharia durante a Guerra da Coréia. Ele foi designado para uma unidade de radar antiaéreo no Brooklyn por motivos médicos. Em 1954, ele foi admitido na Fordham University School of Law, ganhando uma posição na Fordham Law Review. Depois de se formar em 1957, ele trabalhou para o Federal Bureau of Investigation (FBI) sob J. Edgar Hoover.

## FBI
Liddy começou sua carreira no FBI em 1957, inicialmente servindo como agente de campo em Indiana e Denver. Enquanto estava estacionado em Denver, ele fez uma prisão significativa em 10 de setembro de 1960: Ernest Tait, um criminoso notável que apareceu duas vezes na lista dos Dez foragidos mais procurados pelo FBI.
Aos 29 anos, Liddy se tornou o mais jovem supervisor do FBI na sede em Washington, D.C. Sob a orientação do vice-diretor Cartha DeLoach, Liddy garantiu uma posição na equipe pessoal do diretor J. Edgar Hoover, até mesmo atuando como ghostwriter de Hoover. Apesar de suas realizações, Liddy também era conhecido por seu comportamento imprudente entre seus colegas agentes, destacado por dois incidentes em particular.
O primeiro incidente ocorreu em Kansas City, Missouri, durante uma operação secreta. Ele foi preso, mas posteriormente libertado após entrar em contato com Clarence M. Kelley, ex-agente do FBI e então chefe da Polícia de Kansas City. O segundo incidente envolveu uma verificação de antecedentes do FBI que Liddy conduziu em sua futura esposa antes de se casarem em 1957. Mais tarde, Liddy afirmou que essa ação era uma medida preventiva de rotina.
Antes de sua saída do FBI em 1962, Liddy buscou admissão em vários bares, aproveitando seus contatos profissionais. Seu pedido de admissão na Suprema Corte dos Estados Unidos foi até apoiado pelo procurador-geral Archibald Cox.

## Procurador e político

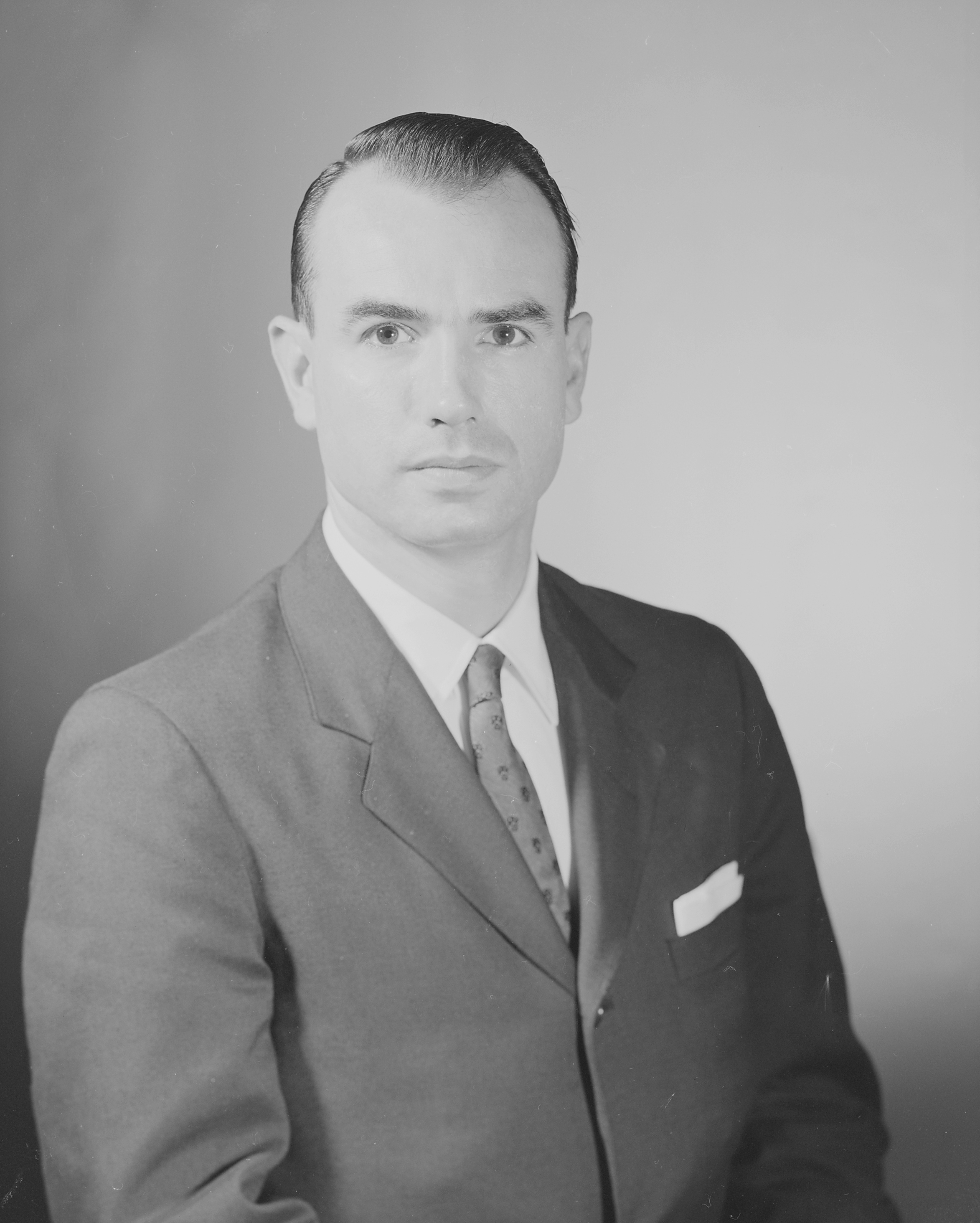
Liddy por volta de 1964

Liddy renunciou ao FBI em 1962 e trabalhou para seu pai como advogado de patentes na cidade de Nova York até 1966. Ele foi então contratado pelo promotor distrital Raymond Baratta como promotor na exurbana Dutchess County, Nova York, após fornecer referências do FBI. Em 1966, ele liderou uma operação antidrogas na Hitchcock Estate (então ocupada por Timothy Leary) em Millbrook, Nova York, levando a um julgamento malsucedido. Embora o caso tenha gerado muita publicidade, outros advogados reclamaram que Liddy recebeu crédito por algo em que desempenhou um papel relativamente pequeno. Ele também foi repreendido por disparar um revólver para o teto em um tribunal. Em 1969, uma batida antidrogas, dirigida por Liddy, no Bard College, capturou, entre outros, Donald Fagen e Walter Becker, que mais tarde formaram a banda Steely Dan e escreveram a música "My Old School" sobre a batida. Liddy é referido na letra como "Daddy Gee".
Durante esse período, Liddy concorreu sem sucesso ao cargo de promotor público. Em 1968, ele concorreu nas eleições primárias do Partido Republicano para o 28º distrito congressional de Nova York. Empregando o slogan "Gordon Liddy não os salva; ele os coloca", ele perdeu para Hamilton Fish IV em uma corrida acirrada. Liddy então aceitou a indicação do Partido Conservador do Estado de Nova York e concorreu nas eleições gerais contra Fish e o candidato democrata, o empresário de Millbrook John S. Dyson. Temendo que Liddy pudesse derrubar a eleição para Dyson, Fish recorreu ao líder republicano do distrito, deputado estadual Kenneth L. Wilson, para tentar tirar Liddy da disputa. Depois que o escritório de Wilson discutiu o assunto com o Comitê de Campanha do Congresso em Washington, Liddy recebeu uma oferta de cargo no Departamento do Tesouro, que ele aceitou e retirou-se da campanha. O nome de Liddy permaneceu na cédula e, embora ele tenha recebido quase cinco por cento dos votos, não foi suficiente para impedir a eleição de Fish.
Depois de servir como diretor do condado na bem-sucedida campanha presidencial de Richard Nixon, ele recebeu uma nomeação política como assistente especial para narcóticos e controle de armas na sede do Departamento do Tesouro dos Estados Unidos em Washington, D.C. Ele estabeleceu o programa contemporâneo de marechais do céu sob a égide do United States Marshals Service.
A partir de 1970, ele serviu com Gordon Strachan e David Young como assessor do Conselheiro de Assuntos Internos John D. Ehrlichman no Gabinete Executivo do Presidente a pedido de Egil "Bud" Krogh, que trabalhou em iniciativas com Liddy no Departamento do Tesouro. Ele serviu nominalmente como conselheiro geral do comitê de finanças do Comitê de Reeleição do Presidente (CRP) de 1971 a 1972. Posteriormente, Krogh, Liddy, Young e Erlichman foram indiciados por conspiração para cometer roubo em setembro de 1973.

## Agente secreto da Casa Branca

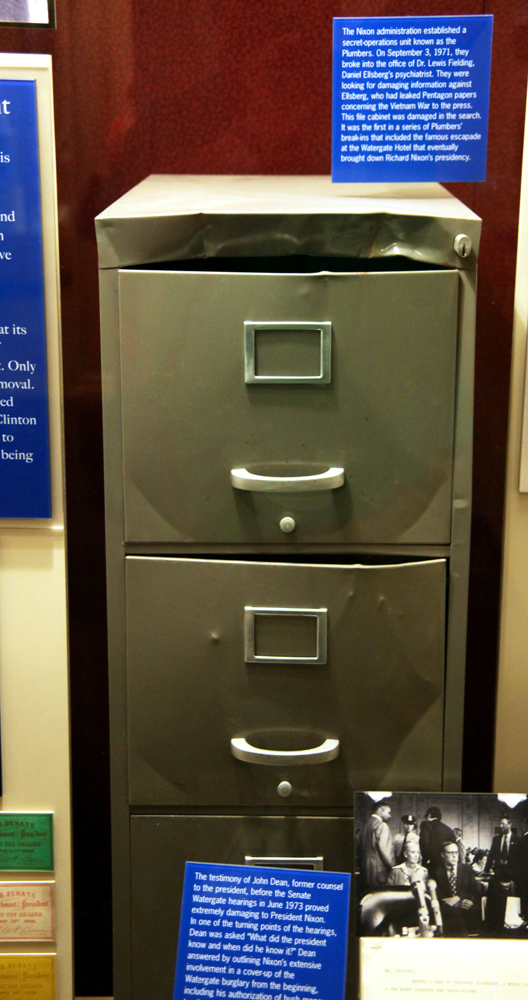
O arquivo do psiquiatra do "inimigo" da administração Nixon, Daniel Ellsberg, que vazou os Documentos do Pentágono, invadido por Liddy e outros em 1971, em exibição no Museu Nacional Smithsoniano de História Americana

Em 1971, depois de servir em vários cargos no governo Nixon, Liddy foi transferido para a campanha de reeleição de Nixon em 1972, a fim de estender o escopo e o alcance da "unidade de investigações especiais" dos White House Plumbers, criada em resposta a danos vazamentos de informações para a imprensa.
No CRP, Liddy planejou várias tramas no início de 1972, conhecidas coletivamente como "Operação Gemstone". Algumas delas eram rebuscadas, destinadas a embaraçar a oposição democrata. Isso incluiu o sequestro de organizadores de protestos contra a guerra e o transporte deles para o México durante a Convenção Nacional Republicana (que na época estava planejada para San Diego), bem como atrair funcionários de campanha democrata de nível médio para uma casa-barco em Miami, onde eles iriam ser fotografado secretamente em posições comprometedoras com prostitutas. A maioria das ideias de Liddy foi rejeitada pelo procurador-geral John N. Mitchell (que se tornou gerente de campanha em março de 1972), mas algumas foram aprovadas por funcionários do governo Nixon, incluindo a invasão de 1971 no consultório do psiquiatra de Daniel Ellsberg. em Los Angeles. Ellsberg havia vazado os Documentos do Pentágono para o The New York Times. Em algum momento, Liddy foi instruído a invadir os escritórios do Comitê Nacional Democrata no Complexo Watergate.

### Watergate
Liddy era o contato do governo Nixon e líder do grupo de cinco homens que invadiram a sede do Comitê Nacional Democrata no Complexo Watergate. Pelo menos duas entradas separadas foram feitas em maio e junho de 1972; os assaltantes foram presos em 17 de junho. Os propósitos da invasão nunca foram estabelecidos de forma conclusiva. Os assaltantes tentaram colocar escutas telefônicas e planejaram fotografar documentos. A primeira tentativa levou à instalação de dispositivos de gravação com funcionamento incorreto. Na verdade, Liddy não entrou no Complexo Watergate na época dos roubos; em vez disso, ele admitiu ter supervisionado a segunda invasão que coordenou com E. Howard Hunt, de um quarto no adjacente Howard Johnson Hotel. Liddy foi condenado por conspiração, roubo e escuta telefônica ilegal.
Liddy foi condenado a 20 anos de prisão e a pagar $40.000 em multas. Ele começou a cumprir a pena em 30 de janeiro de 1973. Ele afirmou que ao chegar cantou Horst-Wessel-Lied, o hino do Partido Nazista. Em 12 de abril de 1977, o presidente Jimmy Carter comutou a sentença de Liddy para oito anos, "no interesse da equidade e da justiça com base na comparação da sentença do Sr. Liddy com as de todos os outros condenados em processos relacionados a Watergate", deixando a multa em vigor. A comutação de Carter tornou Liddy elegível para liberdade condicional em 9 de julho de 1977. Liddy foi libertado em 7 de setembro de 1977, depois de cumprir um total de quatro anos e meio de prisão.
Liddy foi acusado de duas acusações de desacato ao Congresso em março de 1974, no mesmo dia em que ele e os três assaltantes cubanos foram acusados dos crimes relacionados ao Watergate. Após um julgamento em 10 de maio de 1974, Liddy foi condenado por desacato por sua recusa em responder a perguntas do Subcomitê Especial de Inteligência do Comitê de Serviços Armados da Câmara, que estava investigando as ligações da CIA com a invasão dos escritórios do Dr. .Lewis Fielding, o psiquiatra de Daniel Ellsberg. Liddy foi considerado culpado e recebeu uma sentença de prisão suspensa e liberdade condicional; o juiz afirmou que a sentença foi branda porque Liddy já havia sido condenado à prisão pelas acusações de Watergate. Liddy se tornou uma das poucas pessoas na história americana a ser condenada por desacato ao Congresso.

## Depois da prisão

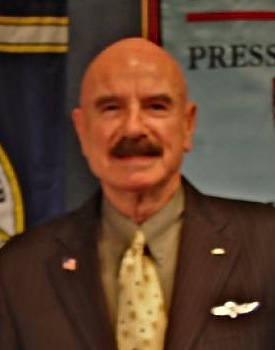
G. Gordon Liddy, famoso por seu envolvimento (e prisão) no escândalo Watergate.

Em 1980, Liddy publicou uma autobiografia, intitulada Will, que vendeu mais de um milhão de cópias e foi transformada em filme para televisã . Nele, ele afirma que estava disposto a matar durante a invasão de Ellsberg, e que certa vez fez planos com Hunt para matar o jornalista Jack Anderson, com base em uma interpretação literal de uma declaração da Casa Branca de Nixon, "precisamos nos livrar desse tal de Anderson".
No início dos anos 1980, Liddy juntou forças com o ex-policial de Niles, Illinois e co-proprietário do Protection Group, Ltd., Thomas E. Ferraro Jr., para lançar uma empresa de segurança privada e contra-vigilância chamada G. Gordon Liddy & Associates.
Liddy surgiu para apresentar seu próprio programa de rádio em 1992. Menos de um ano depois, sua popularidade levou à distribuição nacional através da Westwood One Network da Viacom e da Radio America, em 2003. O show de Liddy terminou em 27 de julho de 2012.
Em 1994 e 1995, Liddy disse repetidamente aos ouvintes de seu programa de rádio para atirar em policiais federais, dando instruções para mirar em suas cabeças. Em muitas dessas declarações, ele fez referência a tiros em legítima defesa. Após o atentado de Oklahoma City, quando o presidente Clinton denunciou as "muitas vozes altas e raivosas" no rádio conservador, Liddy respondeu que a cabeça é um alvo difícil de acertar e que usou fotos do presidente e de Hillary Clinton para praticar tiro ao alvo.
Liddy foi processado por difamação em 1999 por Ida "Maxie" Wells, uma secretária cuja mesa na sede do Comitê Nacional Democrata em Watergate teria sido alvo da última invasão de Watergate para encontrar evidências relacionadas a um suposto anel de prostituição mantido na mesa de Wells. O processo de Wells acusou Liddy de difamação. Liddy negou a alegação e o juiz rejeitou o processo, comentando que "nenhum 'júri razoável' poderia ter decidido a favor do autor".
Além de Will, ele escreveu os livros de não-ficção When I Was a Kid, This Was a Free Country (2002) e Fight Back! Combatendo o Terrorismo, Liddy Style (2006, com seu filho, Cdr. James G. Liddy, juntamente com J. Michael Barrett e Joel Selanikio). Ele também publicou dois romances: Out of Control (1979) e The Monkey Handlers (1990). Liddy foi uma das muitas pessoas entrevistadas para a biografia de Abbie Hoffman, Steal this Dream, de Larry "Ratso" Sloman.

## Palestras, carreira de ator e documentários
Em meados da década de 1980, Liddy entrou no circuito de palestras, sendo listado como o principal orador do circuito universitário em 1982 pelo The Wall Street Journal. Mais tarde, ele se juntou ao antigo papel de Timothy Leary em uma série de debates anunciados como "Nice Scary Guy vs. Scary Nice Guy" no circuito universitário também; Leary já havia sido rotulado pelo ex-empregador de Liddy, Richard Nixon, como "o homem mais perigoso da América". As palestras foram tema de um documentário de 1983, Return Engagement.
Em 1994, a documentarista britânica Brian Lapping Associates enviou os produtores Norma Percy e Paul Mitchell para entrevistar muitos dos conspiradores para sua série intitulada Watergate, na qual um impenitente Liddy falava francamente sobre seu papel. Ele foi filmado em casa sentado em frente a sua considerável coleção de armas de fogo e descrevendo "como ele estava pronto, se ordenado, para ir direto e matar Jack Anderson, o colunista de Washington DC". A certa altura, ele foi filmado empunhando uma de suas pistolas diante da câmera de TV. Ficou claro que, no momento das filmagens, a arrecadação da arma estava registrada no nome de sua esposa, pois ele não tinha habilitação.
Liddy atuou em vários filmes, incluindo Street Asylum, Feds, Adventures in Spying, Camp Cucamonga, e Rules of Engagement. Ele apareceu em programas de televisão como The Highwayman, Airwolf, Fear Factor, Perry Mason e MacGyver. Ele teve papéis recorrentes em Miami Vice e Super Force, e estrelou como convidado em LateLine de Al Franken. Em 7 de abril de 1986, ele apareceu na WrestleMania II como jurado convidado para uma luta de boxe entre Mr. T (com Joe Frazier e The Haiti Kid) contra Roddy Piper (com Bob Orton e Lou Duva). Em abril de 1987, ele apareceu como parceiro de uma celebridade por uma semana no game show Super Password, jogando contra Betty White.
Liddy apareceu no lançamento do Golden Book Video de 1993 da Encyclopedia Brown: The Case of the Burgled Baseball Cards como Corky Lodato. Em Miami Vice, ele atuou com John Diehl, que mais tarde interpretaria o próprio Liddy no filme de Oliver Stone, Nixon (1995). Durante suas duas aparições como convidado em Miami Vice, Liddy interpretou William "Captain Real Estate" Maynard, um sombrio ex-oficial de operações secretas que Sonny Crockett conheceu de seu serviço militar no Vietnã do Sul. Os outros créditos de televisão de Liddy incluem Airwolf, MacGyver e o curta The Highwayman.
Liddy co-estrelou em 18 Wheels of Justice como o chefão do crime Jacob Calder de 12 de janeiro de 2000 a 6 de junho de 2001. Ele apareceu em uma edição de celebridades Fear Factor, o final da série do programa, em 12 de setembro de 2006 (filmado em novembro de 2005). Aos 75 anos, Liddy foi a competidora mais velha a aparecer no programa. Ele venceu a competição nas duas primeiras acrobacias, ganhando duas motocicletas personalizadas construídas pela Metropolitan Chopper.
Liddy também foi entrevistado no documentário de 2006 The U.S. vs. John Lennon, bem como porta-voz comercial da Rosland Capital, vendendo ouro em comerciais de televisão.

## Vida pessoal e morte
Liddy foi casado com Frances Purcell-Liddy, natural de Poughkeepsie, Nova York, por 53 anos, até sua morte em 5 de fevereiro de 2010. Ela era uma professora. O casal teve cinco filhos: Thomas, Alexandra, Grace, James e Raymond.
Liddy morreu em 30 de março de 2021 aos 90 anos, na casa de sua filha em Fairfax County, Virgínia, enquanto sofria da doença de Parkinson.

## Retratações
Liddy foi interpretado por Robert Conrad no filme para televisão baseado em sua autobiografia. O autor de quadrinhos Alan Moore afirmou que o personagem O Comediante (também conhecido como Edward Blake) de sua graphic novel Watchmen foi baseado em grande parte em Liddy. Na adaptação para TV de 1979 do livro de John Dean Blind Ambition, Liddy foi interpretado pelo ator William Daniels. Ele foi interpretado por John Diehl no filme de Oliver Stone, Nixon (1995). Em Gaslit, a adaptação televisiva de 2022 do podcast Slow Burn, Liddy foi interpretada pelo ator Shea Whigham. White House Plumbers, uma série limitada em cinco partes da HBO, apresenta as ações de bastidores de Liddy em uma interpretação de Justin Theroux.

## Publicações

### Artigos
- "American Nightmare" (Novembro de 1977). Chic. vol. 2, no. 1.
- "Ten Things That Make Me Laugh". (Janeiro de 1983). Playboy.